# Fred Kavli
Fred Kavli (* 20. August 1927 auf einem Hof in Eresfjord, Nesset als Fridtjof Kavli; † 21. November 2013 in Santa Barbara (Kalifornien)) war ein norwegisch-US-amerikanischer Unternehmer, Gründer der Kavlico Corporation in  Moorpark, Erfinder, Physiker und Philanthrop. Nach ihm sind weltweit eine Reihe von Kavli-Instituten mit unterschiedlichen Forschungsschwerpunkten benannt, die von der von ihm 2000 gegründeten Kavli Foundation getragen werden.

## Leben
Kavli studierte Physik an der Norwegischen Technischen Hochschule (NTH) in Trondheim mit dem Abschluss in theoretischer Physik 1955 und ging 1956 in die Vereinigten Staaten. Dort gründete er 1958 die Kavli Corporation im San Fernando Valley, die später nach Moorpark zog und einer der größten Hersteller für Sensoren für Autos, Flugzeuge und Industrie wurde. 
2000 gründete er die Kavli Foundation insbesondere zur Forschungsförderung, insbesondere in theoretischer Physik, Astrophysik, Neurowissenschaften und Nanowissenschaften, also in erster Linie Grundlagenforschung und nicht angewandte Forschung. Das erste der weltweit verteilten Kavli-Institute war das Kavli Institute for Theoretical Physics in Santa Barbara. Seit 2008 werden außerdem die Kavli-Preise seiner Stiftung vergeben und seine Stiftung fördert unter anderem Symposien zum wissenschaftlichen Austausch.
Bis 2020 gab es 17 Kavli-Institute, darunter 
- für Neurowissenschaften an der Columbia University, der Yale University, der University of California, San Diego und an der Technisch-Naturwissenschaftlichen Universität Norwegens in Trondheim,
- für Nanowissenschaften am Caltech, der Cornell University, der Harvard University, der Technischen Hochschule Delft und der University of California, Berkeley,
- für Astrophysik und Kosmologie an der Stanford University, der University of Chicago, dem Massachusetts Institute of Technology, der Universität Cambridge, der Universität Peking und der Universität Tokio, sowie
- für theoretische Physik in Santa Barbara und bei der Chinesischen Akademie der Wissenschaften.

2006 wurde er Fellow der American Academy of Arts and Sciences und er war Mitglied der norwegischen Akademie für Technikwissenschaften. 2006 erhielt er die Königlich norwegische Verdienstmedaille und 2008 die Tekna Goldmedaille und er wurde im selben Jahr Ehrendoktor der NTH. 2009 wurde er Ehrendoktor der Northwestern University. 2011 erhielt er den Bower Award for Business Leadership des Franklin Institute und die  Carnegie Medal of Philanthropy.
Kavli war zeitweise Mitglied des Rats für Wissenschaft und Technologie des US-Präsidenten, Mitglied des Rats des Präsidenten der University of California für Wissenschaft und Innovation und Trustee der University of California, Santa Barbara. 
Er war US-amerikanischer Staatsbürger.